# Dysaphis devecta
Dysaphis devecta är en insektsart. Dysaphis devecta ingår i släktet Dysaphis och familjen långrörsbladlöss. Inga underarter finns listade i Catalogue of Life.